# Cassaignes
Cassaignes é uma comuna francesa na região administrativa de Occitânia, no departamento de Aude. Estende-se por uma área de 3,74 km². Em 2010 a comuna tinha 60 habitantes (densidade: 16 hab./km²).